# Lautaro (toqui)
Lautaro (Leftraru, 'carancho veloz': lef, 'veloz', e traru, 'carancho'; Trehuaco, Região de Ñuble ca. 1534 – Peteroa, 1557) foi um destacado líder militar mapuche na Guerra de Arauco durante a primeira fase da conquista espanhola de Chile.

## Biografia

### Primeiros anos
As versões históricas situam o nascimento de Lautaro na localidade de Trehuaco, Região de Ñuble, dado que neste lugar acamparam Pedro de Valdivia com seus soldados e levaram-se desde aqui a Lautaro como servidão. Era filho do lonco da zona chamado Curiñancu (mapudungun Kurüñamku, 'aguilucho negro') e viveu uma vida normal até que em 1546 (1550 em outras fontes) e tendo ao redor de 11 anos de idade, foi capturado em Trehuaco para perto de Andalién pelas hostes de Pedro de Valdivia numa redada de limpeza nas imediações da futura localização de Concepción. Depois da captura, fez-se-lhe yanacona.
Permaneceu como prisioneiro dos espanhóis durante seis anos, nos que chegou a ser pajem pessoal de Valdivia; como era difícil para os espanhóis o pronunciar seu nome original Leftraru, se lhe deu o nome de Felipe Lautaro. Entre suas tarefas habituais de pajem estava o cuidado dos cavalos de Valdivia e devia acompanhá-lo sempre a batalhas e exercícios militares. Foi deste modo que aprendeu a não temer ao cavalo, aprendeu a montar até se fazer um bom ginete; ademais, observou as disposições de batalha dos espanhóis, aprendendo de Valdivia suas tácticas militares.
Durante este período, fez um certo grau de amizade com um dos principais capitães de Valdivia, Marcos Veas, quem lhe ensinou o uso de algumas armas e táticas de cavalaria; esta prática era habitual, já que Lautaro em qualidade de yanacona, devia servir como indígena auxiliar nas batalhas.

### Fuga do acampamento espanhol
Em 1550, durante a batalha de Andalién, o 22 de fevereiro, e a batalha de Penco, o 12 de março, Lautaro testemunhou os escarmentos que Valdivia fez submeter aos derrotados mapuches, mutilando aos prisioneiros e libertando-os depois, como exemplo para evitar futuras rebeliões; isto o impactou profundamente. Em 1551, como pajem, Lautaro acompanhou a Valdivia na fundação dos fortes de Cautín, Nova Imperial, até chegar a Villarrica guíados por um índio renegado chamado Alicán; logo, Valdivia resolveu regressar a Concepción e depois ir a Santiago no inverno de 1552. Em algum momento entre a estadía em Concepción e o trajecto a Santiago Lautaro escapou.
Efectivamente, depois de aprender sobre táctica e estratégia militar espanhola, se fugó em algum momento do ano 1552 a cavalo e ademais com a corneta de Pedro Godinez, o mestre de campo de Valdivia, regressando com seu povo. A fuga do pajem de Valdivia foi um facto quase habitual para os espanhóis, e não o perseguiram. De acordo ao que conta o poema épico La Araucana, Lautaro apresentou-se ante os surpreendidos loncos presididos por Colo Colo e algum de seus "capitães": Paicaví, Lemo-Lemo, Lincoyán, Tucapel e Elicura.

### Toqui General
Vencidos os naturais receios, Lautaro demonstrou determinadamente seus naturais dotes de líder inato: foi eleito Toqui General em 1553 e organizou as hostes mapuches seguindo uma estrutura de comando similar à espanhola, agrupando-as em companhias e ensinando-lhes as técnicas e tácticas militares aprendidas em cativeiro, além de generalizar o domínio do cavalo em batalha. Em dezembro desse mesmo ano, liderou um ataque contra as tropas espanholas apoderando-se do Fuerte Tucapel na batalha homónima.